# دیوید مسکو
دیوید مسکو (انگلیسی: David Moscow؛ زادهٔ ۱۴ نوامبر ۱۹۷۴) هنرپیشه سینما و تئاتر، نویسنده، کارگردان، تهیه‌کننده و کنشگر اهل ایالات متحده آمریکا است. وی از سال ۱۹۸۶ میلادی تاکنون مشغول فعالیت بوده‌است.

## گزیده فیلمشناسی
از فیلم‌ها یا برنامه‌های تلویزیونی که وی در آن نقش داشته‌است می‌توان به آثار زیر اشاره کرد.
- برای کریسمس خانه خواهم بود (فیلم ۱۹۸۸) (۱۹۸۸)
- بزرگ (فیلم ۱۹۸۸) (۱۹۸۸)
- دختر (فیلم ۱۹۹۸) (۱۹۹۸)
- رستوران (فیلم ۱۹۹۸) (۱۹۹۸)
- ماشین‌سواری با پسرها (۲۰۰۱)
- تازه ازدواج‌کرده (۲۰۰۳)
- هانی (فیلم) (۲۰۰۳)
- داود و لیلا (۲۰۰۷)
- اتاق خالی ۲ (۲۰۰۸)